# Flühli
Flühli est une commune suisse du canton de Lucerne, située dans l'arrondissement électoral d'Entlebuch.

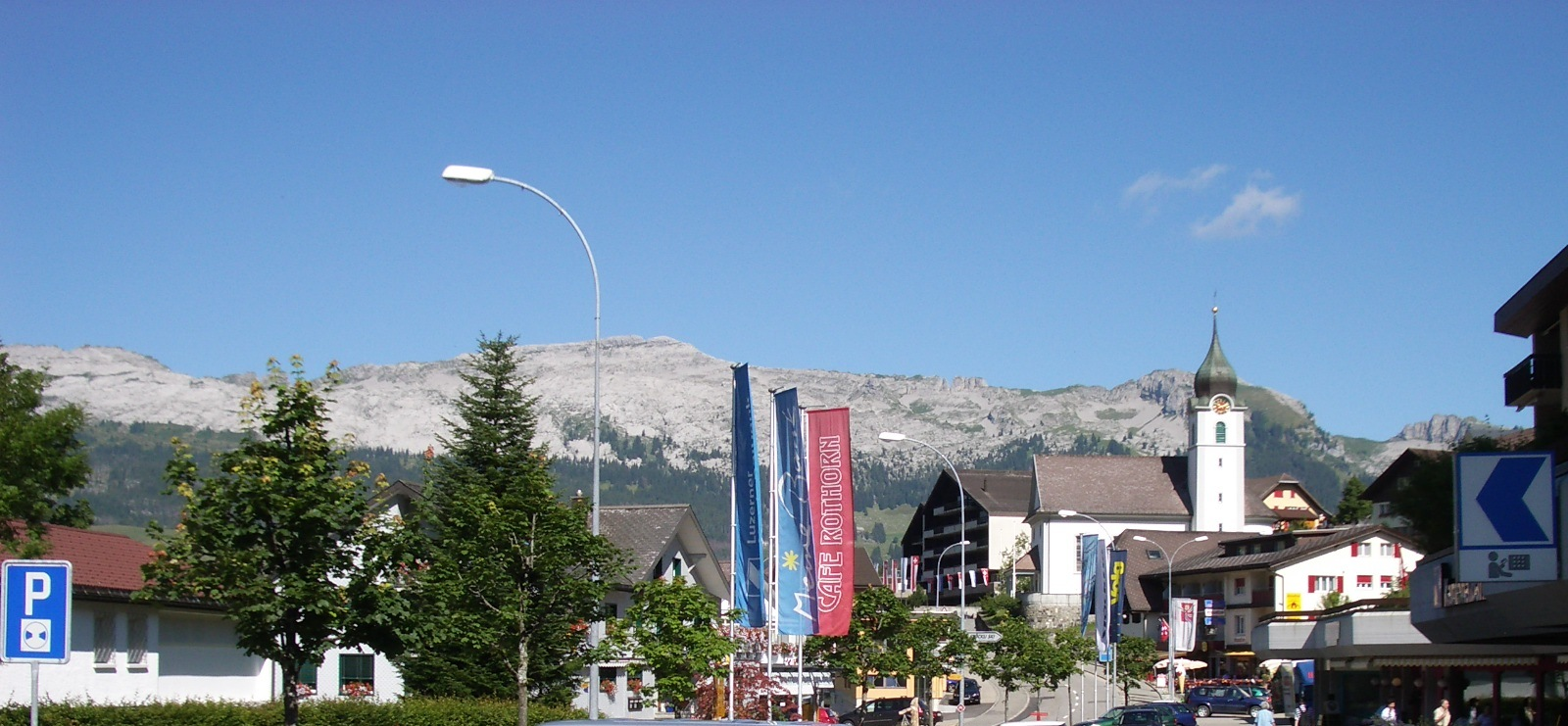
Le village de Sörenberg.

Vue aérienne (1954)